# Safaj
Safaj – miejscowość w Egipcie, w muhafazie Al-Minja. W 2006 roku liczyła 11 541 mieszkańców.